# Marina Stavenhagen
Pour les articles homonymes, voir Stavenhagen.
Marina Stavenhagen, née le 16 juillet 1962 à Mexico, est une réalisatrice et scénariste mexicaine.
Elle est la fille des anthropologues Rodolfo Stavenhagen et Maria Eugenia Vargas. Sa famille a émigré au Mexique pour fuir l'Allemagne nazie.

## Biographie

### Formation
- Universidad Autónoma Metropolitana
- Centro de Capacitación Cinematográfica

## Filmographie partielle

### Comme scénariste
- 1990 : La última luna
- 1991 : Dentro de la noche
- 1993 : En medio de la nada
- 1999 : El vértigo de la libertad (série télévisée)
- 2001 : De la calle
- 2003 : La partida
- 2005 : La última noche
- 2005 : La guerrilla y la esperanza: Lucio Cabañas
- 2009 : Viaje redondo
- 2012 : Have You Seen Lupita? (¿Alguien ha visto a Lupita?)
- 2018 : The Broken Years

### Comme réalisatrice
- 1991 : Amor y venganza
- 1992 : Sonata de luna

## Récompenses et distinctions
- 2002 : Premio Ariel (Mexico) : Silver Ariel du meilleur scénario adapté (Mejor Guión Cinematográfico Adaptado) pour De la calle
- 2002 : Mexican Cinema Journalists : Silver Goddess du meilleur scénario (Mejor Guión) pour De la calle